# 長谷川真砂美
長谷川 真砂美（はせがわ まさみ、1965年12月2日 - ）は、日本の元女優、子役。本名は同じ。
東京都世田谷区出身。劇団ひまわりに所属していた。

## 来歴・人物
小学3年のときに劇団ひまわりに入団し、1977年の映画『犬神の悪霊』でデビュー。その後、NHK連続テレビ小説『おていちゃん』などに出演。1979年、ライオン奥様劇場『母さんの愛が聞こえる』では聴覚障害を持ちながら卓球に打ち込む少女を演じた。1980年の『黄金の犬』ではヒロインを演じ、1981年の角川映画『ねらわれた学園』では高見沢みちるを演じた。
趣味は音楽で、幼少時よりエレクトーンを習っていた。三人姉妹の次女で、姉と妹が居る。

## 出演作品

### テレビドラマ
- 透明ドリちゃん 第11話「仮面の優等生」（1978年、ANB） - 河田理江
- ザ・ネットワーク / 長島監督ごめんなさい[6]（1978年、CX）
- 連続テレビ小説 / おていちゃん（1978年、NHK）
- 半七捕物帳 第4話「大坂屋花鳥」（1979年、ANB）
- ライオン奥様劇場 / 母さんの愛が聞こえる（1979年、CX）- 高木恵
- 黄金の犬（1980年、NTV） - 主演・北守礼子
- 噂のポテトボーイ（1983年 - 1984年、TBS） - 立花由美
- ザ・ハングマン4 第4話「署長が押収拳銃を売りとばす!」（1984年、ABC）
- 少女に何が起こったか（1985年、TBS）
- 影の軍団 幕末編 第9話「哀しき宿命女戦士たち」（1985年、KTV） - さえ

### 映画
- 犬神の悪霊（1977年、東映） - 剣持磨子
- 多羅尾伴内 鬼面村の惨劇（1978年、東映） - 令子
- 愛の亡霊（1978年、東宝東和） - 塚田しん
- ねらわれた学園（1981年、角川春樹事務所） - 高見沢みちる